# Pedro Báez (calciatore)
Pedro Federico Báez Benítez (San Estanislao, 15 gennaio 1997) è un calciatore paraguaiano, attaccante del Cerro Porteño.

## Caratteristiche tecniche
È un centravanti.

## Carriera

### Nazionale
Con la Nazionale U-20 paraguaiana ha preso parte al Sudamericano Sub-20 2017.